# Egzekucja Żydów w Iwanhorodzie

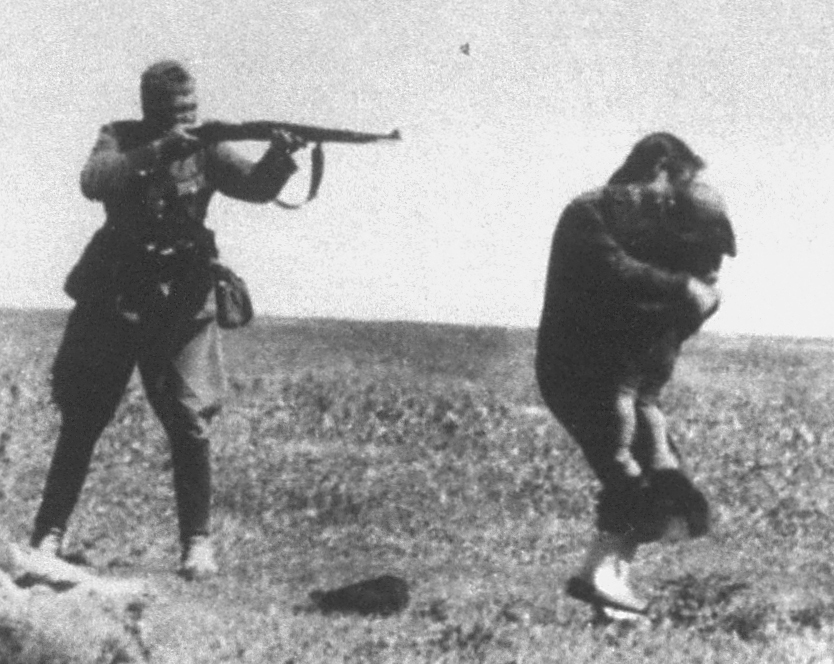
W wielu publikacjach pojawia się wykadrowana fotografia

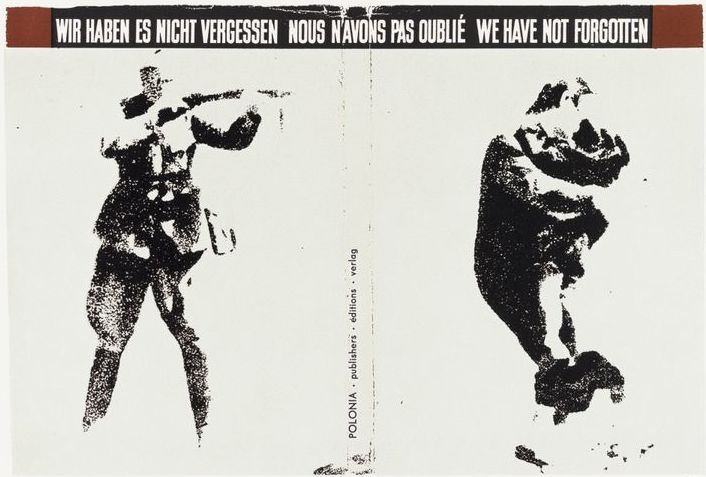
Wykadrowana fotografia w książce 1939–1945. Nie zapomnieliśmy / Nous n’avons pas oublié / Wir haben es nicht vergessen

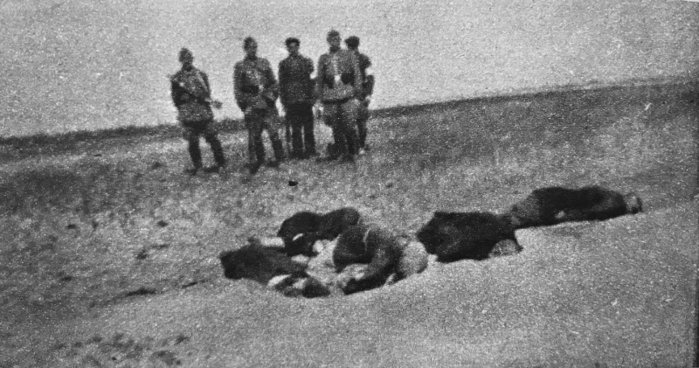
Fotografia opublikowana w tygodniku „Świat” w odpowiedzi na zarzuty fałszerstwa. Płaski, jałowy teren jest identyczny, jeden z mężczyzn jest bardzo podobny do żołnierza na poprzednim zdjęciu, a na odwrocie fotografii tym samym charakterem pisma napisano słowa „Ukraina 1942, Żydowska akcja (operacja), Ivangorod”

Egzekucja Żydów w Iwanhorodzie – fotografia przedstawiająca niemieckiego żołnierza celującego z karabinu w kobietę, która swoim ciałem próbuje osłonić dziecko, będąca dowodem mordu na Żydach dokonanego przez szwadron śmierci Einsatzgruppe w Iwanhorodzie na Ukrainie w 1942 roku. Zdjęcie zostało wysłane pocztą, przechwycone przez polski ruch oporu w Warszawie oraz przechowywane przez fotografika i żołnierza Armii Krajowej Jerzego Tomaszewskiego. W latach 60. XX wieku twierdzono, że scena widoczna na fotografii była komunistycznym fałszerstwem, ale twierdzenie to zostało ostatecznie obalone. Od tego czasu zdjęcie było często wykorzystywane w książkach, muzeach i wystawach związanych z Holocaustem. Historyk fotografii Janina Struk opisała je jako „symbol barbarzyństwa nazistowskiego reżimu i mordu na skalę przemysłową 6 milionów europejskich Żydów”.

## Geneza
Podczas Holocaustu na Ukrainie w czasie II wojny światowej zamordowano ponad milion Żydów. Większość z nich została rozstrzelana w masowych egzekucjach przez szwadrony śmierci Einsatzgruppen i ukraińskich kolaborantów. W 1897 roku spis powszechny w Cesarstwie Rosyjskim wykazał, że w Iwanhorodzie, dzisiejszej wsi w obwodzie czerkaskim, w środkowej Ukrainie, mieszkało 442 Żydów (na 3032 mieszkańców). W 1942 roku masowe rozstrzeliwania dokonywane przez Einsatzgruppen na południe od miasteczka spowodowały nieznaną liczbę ofiar śmiertelnych. Fragment masakry został uwieczniony na tym zdjęciu. Po wojnie miejsce egzekucji wykorzystywano jako kołchozowe pole.

## Fotografia
Na zdjęciu widocznych jest sześć ofiar. Ciało leżące u stóp niemieckiego żołnierza wydaje się być kobietą, która została już zastrzelona. W centrum fotografii widać kobietę, która wydaje się osłaniać dziecko. Jedna z jej stóp jest uniesiona, jakby próbowała uciekać, albo zdjęcie zostało zrobione tuż po tym, jak została zastrzelona. Po jej prawej stronie jest trzech mężczyzn. Na fotografii w pełni widoczny jest tylko jeden żołnierz; wydaje się, że celuje w kobietę i dziecko. Karabiny trzymane przez niemieckich żołnierzy poza lewą krawędzią zdjęcia są widoczne i wycelowane w kobietę i dziecko. Cienie na lewej krawędzi fotografii sugerują, że żołnierzy niemieckich może być więcej. Po prawej stronie zdjęcia widoczny jest drewniany pal i łopata, wskazujące, że ofiary mogły być zmuszone do kopania własnych grobów.
Tożsamość fotografa nie jest znana, ale prawdopodobnie był to niemiecki żołnierz, bowiem wielu z nich fotografowało okrucieństwa, w których brali udział.

## Odkrycie i publikacja
Polski ruch oporu zinfiltrował niemiecką pocztę w Warszawie w celu przechwytywania poufnej korespondencji, którą następnie wysyłał do polskiego rządu na uchodźstwie w Londynie. Polakom i Żydom zabroniono posiadania aparatów fotograficznych, ale polski ruch oporu stworzył podziemne warsztaty do obróbki (mikrofilmowania) tajnych zdjęć nazistowskich okrucieństw. Jerzy Tomaszewski przechwycił zdjęcie z napisem „Ukraina 1942, Żydowska akcja (operacja), Ivangorod” na odwrocie. Zachował oryginał, który pozostał w jego osobistym archiwum, natomiast kopię wysłano do rządu emigracyjnego w Londynie.
Fotografia została po raz pierwszy opublikowana w Polsce Ludowej w 1959 roku przez Związek Bojowników o Wolność i Demokrację na okładce albumu fotograficznego pod tytułem 1939-1945. Nie zapomnieliśmy / Nous n’avons pas oublié / Wir haben es nicht vergessen. Tomaszewski pracował nad albumem jako jeden z redaktorów. Choć wiedział, że książka wykorzystuje fotografie do komunistycznej propagandy; poparł publikację, ponieważ nie było innego sposobu na wydrukowanie zdjęć. Wiele publikacji przycina obraz do jednego żołnierza, kobiety i dziecka. Historyk fotografii Janina Struk stwierdziła, że kadrowanie obrazu pomija „mniej emocjonalne i bardziej dezinformujące części obrazu”. Nauczyciel Adam Muller stwierdził, że chociaż przycięta wersja podkreśla „katastroficzną intensywność więzi matka-dziecko”, usuwa również z przemyśleń otoczenie i kontekst. Pełna wersja ujawnia, że scena nie jest sceną osobistego cierpienia i indywidualnej brutalności, ale masową egzekucją.
W swojej książce Reading the Holocaust, Inga Clendinnen opisała ją jako „ikoniczną w swej esencji niemieckiego okrucieństwa”. Według Roberta Fiska, fotografia jest „jednym z najbardziej imponujących i przekonujących obrazów nazistowskiego Holocaustu”.

## Zarzuty fałszerstwa
Skrajnie prawicowa zachodnioniemiecka gazeta „Deutsche Soldaten-Zeitung” wydrukowała 26 stycznia 1962 roku artykuł Ottona Croya, znanego z pism o technice fotograficznej, pod tytułem „Strzeż się podróbki”. Croy twierdził, że zdjęcie zostało sfabrykowane przez władze komunistyczne w Polsce w celu fałszywego oskarżenia Niemiec o zbrodnie wojenne; twierdził, że wizerunek nie przedstawia niemieckiego żołnierza, a broń i mundury nie są autentyczne. Zachodnioniemieckie wydawnictwo Verlag Kurt Desch zweryfikowało autentyczność fotografii prosząc o pomoc Romana Karsta, profesora germanistyki na Uniwersytecie Warszawskim, który stwierdził, że jest to wierna kopia oryginału przechowywanego w archiwum historycznym w Warszawie przedstawiającym masowe rozstrzeliwania w 1942 roku.
W odpowiedzi na zarzuty Tomaszewski i Tadeusz Mazur (jeden z redaktorów książki 1939-1945. Nie zapomnieliśmy / Nous n’avons pas oublié / Wir haben es nicht vergessen), opublikowali 25 lutego kolejne zdjęcie z tego samego źródła w polskim tygodniku „Świat”. Drugie zdjęcie przedstawiało pięciu uzbrojonych mężczyzn, jednego w cywilu, a pozostałych czterech w mundurach, stojących i patrzących w kamerę nad stosem trupów. Miało kilka podobieństw do bardziej znanej fotografii, ale według Janiny Struk brakowało mu „dramatycznego wstrząsu”. Płaski, jałowy teren był identyczny; jeden z mężczyzn był bardzo podobny do żołnierza na poprzednim zdjęciu; a na odwrocie fotografii tym samym charakterem pisma napisano słowa „Ukraina 1942, Żydowska akcja (operacja), Ivangorod”. W artykule Tomaszewski określił gazetę „Deutsche Soldaten-Zeitung” jako zwolennika III Rzeszy i oskarżył ją o „rewizjonizm”.
Przez ponad dwa lata zarzuty o fałszerstwo krążyły w zachodnioniemieckiej prasie, co Tomaszewski określił jako „wojnę prasową”. Polski rząd był zaniepokojony ewentualnym skandalem dyplomatycznym, gdyby zdjęcie było w rzeczywistości fałszerstwem, i wysłał urzędników do domu Tomaszewskiego w celu sprawdzenia fotografii. W 1965 roku „Der Spiegel” opublikował list od Kurta Viewega, byłego członka batalionu policji niemieckiej stacjonującego w Norwegii, w którym potwierdził, że broń i mundury odpowiadają tym używanym przez jego jednostkę i Einsatzgruppen w roku 1942.